# Голубая волна
«Голубая волна» (англ. Blue Crush) — американский спортивный фильм 2002 года режиссёра Джона Стоквелла. Фильм снят на Гавайских островах и посвящён сёрфингу, основан на статье Сьюзэн Орлеан для журнала Outside.
В 2011 году вышло продолжение «Голубая волна 2».

## Сюжет
Энн Мари живёт на Гавайях, у неё нет отца, а мать сбежала на большую землю в Лас-Вегас со своим ухажёром. Мари снимает дом, где живёт вместе со своими двумя подругами Иден и Линой, а также младшей сестрой Пенни. Подруги работают горничными в дорогом отеле, а Пенни учится в школе. У Мари часто бывают конфликты с младшей сестрой. Пенни не слушается её и вообще считает, что мать бросила их из-за Мари. Все девушки любят сёрфинг. Энн Мари даже пыталась заниматься им профессионально, но несколько лет назад на соревнованиях произошёл несчастный случай, она получила травму, ударившись головой о подводные камни, и тогда же приостановила свою только начинающуюся карьеру. Иден пытается поддержать подругу и требует от неё продолжать тренировки, чтобы вернуться в профессиональный сёрфинг. Мари же чувствует неуверенность в себе, её преследуют мысли о прошлой неудаче. Тем не менее, она получает приглашение на участие в предстоящих соревнованиях по женскому сёрфингу. Для неё это шанс заявить о себе и обратить на себя внимание спонсоров.
Однажды в отель, где работают подруги, заселяются футболисты, которые проводят отпуск на островах. Энн Мари обращает внимание на одного симпатичного квотербека. Позже Мэтт находит её на пляже и просит поучить его сёрфингу. Мари соглашается, так как испытывает финансовые трудности, связанные с её увольнением из отеля. Мэтт хорошо платит и даже переплачивает, а ещё приводит своих друзей, также для обучения их сёрфингу. Мари сближается с Мэттом. Доходит до того, что всё свободное время она проводит у него в номере. Такое положение дел очень злит Иден, так как она считает, что время оставшееся до соревнований нужно тратить на подготовку к ним, а не на богатых приезжих парней. Во время традиционной гавайской вечеринки, которая проходит в отеле, Мари слышит, как о ней сплетничают подруги и жёны других футболистов. Энн Мари впадает в отчаяние, потому что не знает, что ей делать. Она разрывается между отношениями, которые, скорее всего, ни к чему не приведут и закончатся вместе с отпуском у спортсменов, и соревнованиями по сёрфингу, в которых она и хочет участвовать и боится.
Наступает день соревнований. Они проходят на северном побережье Оаху, где сёрферам предстоит противостоять огромным 6-метровым волнам. Энн Мари всё же принимает участие в соревнованиях, но ведёт себя очень неуверенно на воде и пропускает много хороших волн. Одну волну она всё же решается покорить, но выполнить всё хорошо ей не удаётся и она падает с доски. Потом ещё долгое время не может выбраться из воды из-за больших волн, которые накрывают её одна за другой. Тем не менее, набранных баллов ей хватает, чтобы перейти в следующий круг. Там она снова действует очень нерешительно. Доходит то того, что её начинает подбадривать её же соперница. Энн Мари неудачно берёт одну из волн, однако её вторая попытка становится идеальной. Набранных баллов ей не хватает, чтобы продолжить соревнования, но, несмотря на это, на неё обращают внимание спонсоры и приглашают в команду. Мари также попадает на обложку журнала о сёрфинге.

## В ролях
- Кейт Босуорт — Энн Мари Чедвик
- Мэттью Дэвис — Мэтт Толман
- Мишель Родригес — Иден
- Сано Лэйк — Лина
- Мика Бурем — Пенни Чедвик
- Фэйзон Лав — Лесли
- Множество настоящих сёрферов приняли участие в фильме в роли самих себя: Кила Кеннелли, Кэрол Энн Филипс, Коко Хо, Рошелль Баллард, Лэйн Бичли, Меган Абудо, Брайан Киулана, Том Кэрролл, Джейм О’Брайэн, Брюс Айронс, Макуа Ротман.

## Саундтрек
Саундтрек к фильму был выпущен 16 августа 2002 года на Virgin Records.
| №                   | Название                              | Исполнитель         | Длительность |
| ------------------- | ------------------------------------- | ------------------- | ------------ |
| 1.                  | «If I Could Fall In Love»             | Lenny Kravitz       | 4:23         |
| 2.                  | «Rock Star» (Jason Nevins Remix Edit) | N.E.R.D             | 3:50         |
| 3.                  | «Party Hard»                          | Beenie Man          | 4:00         |
| 4.                  | «Cruel Summer» (Blestenation Mix)     | Blestenation        | 5:13         |
| 5.                  | «Big Love»                            | Chicken Josh Debear | 3:48         |
| 6.                  | «Daybreaker»                          | Beth Orton          | 3:54         |
| 7.                  | «Everybody Got Their Something»       | Nikka Costa         | 4:22         |
| 8.                  | «Front 2 Back» (Fatboy Slim Remix)    | Playgroup           | 3:53         |
| 9.                  | «And Be Loved»                        | Damian Marley       | 3:02         |
| 10.                 | «Destiny»                             | Zero 7              | 5:40         |
| 11.                 | «Firesuite»                           | Doves               | 4:37         |
| Общая длительность: | Общая длительность:                   | Общая длительность: | 47:09        |

## Рецензии
На съёмки фильма было потрачено $25 млн, в прокате в США фильм заработал $40 млн и ещё $10 млн в остальном мире. При этом фильм получил смешанные отзывы от критиков. На сайте Rotten Tomatoes его рейтинг свежести 61 % на основе 140 рецензий. На сайте Metacritic у фильма 61 балл из 100 на основе мнения 33 критиков.
Роджер Эберт поставил фильму три звезды, сравнив его в плане сюжета с фильмом «Лихорадка субботнего вечера». Журнал Rolling Stone поставил фильму 4 звезды, описав его как «фильм о сиськах и досках для сёрфинга» (англ. boobs-and-surfboards movie), при этом отметив, что ничего плохого в этом нет. Также в журнале выделили захватывающие кадры сёрфинга. В The A.V. Club также обратили внимание на сцены сёрфинга. В The New York Times вышла нейтральная рецензия, хотя там и назвали фильм «эксплуатацией женщин» (англ. feminexploitation) и поставили в один ряд с фильмами «Добейся успеха» и «Ангелы Чарли». Австралийский сайт Urban Cinefile отметил, что этот фильм не похож на обычное пляжное кино и смотрится более свежо. По мнению сайта, это не просто фильм про лето и бесконечное веселье, здесь содержится позитивный посыл насчёт женского самоопределения.